# Paraneopsylla tiflovi
Paraneopsylla tiflovi är en loppart som beskrevs av Fedina 1946. Paraneopsylla tiflovi ingår i släktet Paraneopsylla och familjen mullvadsloppor. Inga underarter finns listade i Catalogue of Life.